# Jesús España
Jesús España Cobo (né le 21 août 1978 à Valdemoro) est un athlète espagnol spécialiste du 5 000 mètres.
En 2006, il remporte la finale du 5 000 m des Championnats d'Europe de Göteborg en 13 min 44 s 70, devant le Britannique Mohammed Farah.
Il détient le record absolu de participations aux Championnats d’Europe, avec 7 participations de 2002 à 2018.

## Records
- 1 500 m : 3 min 36 s 53 à Doha (15 mai 2002)
- 3 000 m : 7 min 38 s 26 à Rieti (27 août 2006)
- 5 000 m : 13 min 04 s 73 à Monaco (22 juillet 2011)

## Palmarès
| Année | Compétition                            | Lieu        | Place | Épreuve                   |
| ----- | -------------------------------------- | ----------- | ----- | ------------------------- |
| 2002  | Championnats d'Europe en salle         | Vienne      | 3e    | 3 000 m                   |
| 2002  | Championnats d'Europe                  | Munich      | 11e   | 5 000 m                   |
| 2003  | Championnats du monde en salle         | Birmingham  | 4e    | 3 000 m                   |
| 2006  | Championnats d'Europe                  | Göteborg    | 1er   | 5 000 m                   |
| 2006  | Coupe du monde des nations             | Athènes     | 6e    | 3 000 m                   |
| 2007  | Championnats d'Europe en salle         | Birmingham  | 3e    | 3 000 m                   |
| 2007  | Championnats du monde                  | Osaka       | 7e    | 5 000 m                   |
| 2008  | Jeux olympiques                        | Pékin       | 14e   | 5 000 m                   |
| 2009  | Championnats d'Europe en salle         | Turin       | 3e    | 3 000 m                   |
| 2009  | Championnats d'Europe par équipes      | Leiria      | 1er   | 3 000 m                   |
| 2009  | Championnats du monde                  | Berlin      | 10e   | 5 000 m                   |
| 2010  | Championnats du monde en salle         | Doha        | 6e    | 3 000 m                   |
| 2010  | Championnats d'Europe                  | Barcelone   | 2e    | 5 000 m                   |
| 2010  | Championnats d'Europe de cross-country | Albufeira   | 9e    | Individuel                |
| 2011  | Championnats d'Europe en salle         | Paris       | 5e    | 3 000 m                   |
| 2011  | Championnats d'Europe par équipes      | Stockholm   | 1er   | 5 000 m                   |
| 2011  | Championnats du monde                  | Daegu       | 12e   | 5 000 m                   |
| 2012  | Championnats d'Europe                  | Helsinki    | 20e   | 5 000 m                   |
| 2014  | Championnats d'Europe par équipes      | Brunswick   | 2e    | 5 000 m                   |
| 2014  | Championnats d'Europe                  | Zurich      | 11e   | 5 000 m                   |
| 2015  | Championnats d'Europe en salle         | Prague      | 4e    | 3 000 m                   |
| 2015  | Championnats d'Europe par équipes      | Tcheboksary | 2e    | 5 000 m                   |
| 2016  | Championnats d'Europe                  | Amsterdam   | 2e    | Semi-marathon par équipes |